# 미나미오타리역
미나미오타리역(일본어: 南小谷駅)은 일본 나가노현 기타아즈미군 오타리촌에 위치한 동일본 여객철도 · 서일본 여객철도 오이토 선의 철도역이다. 역 번호는 9번이며, 단선 · 섬식의 형태를 합친 2면 3선 구조의 복합 승강장을 갖춘 지상역이다. JR 동일본 구간에서는 전철화가 이 역까지 끝나지만 JR 서일본 구간에서부터는 이 역에서부터 이토이가와역까지 비전철화로 운행된다.

## 타는 곳
| 1 · 2 · 3 | ■ 오이토 선 | 상행 | 시나노오마치 · 마쓰모토 · 신주쿠 방면 | 특급은 1번선으로부터 발차 |
| 2 · 3     | ■ 오이토 선 | 하행 | 이토이가와 방면                       |                           |

## 이용 현황
| 승차 인원 추이 | 승차 인원 추이 |
| 연도           | 1일 평균       |
| -------------- | -------------- |
| 1935           | 19             |
| 1936           | 43             |
| 1950           | 157            |
| 1954 · 1955    | 226            |
| 1960 · 1961    | 699            |
| 1965           | 457            |
| 1970           | 491            |
| 1975           | 495            |
| 1980           | 472            |
| 1982           | 488            |
| 1983           | 708            |
| 1984           | 497            |
| 1994           | 437            |
| 1995           | 387            |
| 1996           | 413            |
| 1997           | 371            |
| 1998           | 328            |
| 1999           | 249            |
| 2000           | 249            |
| 2001           | 215            |
| 2002           | 168            |
| 2003           | 159            |
| 2004           | 150            |
| 2005           | 144            |
| 2006           | 129            |
| 2007           | 134            |
| 2008           | 119            |
| 2009           | 120            |
| 2010           | 100            |
| 2011           | 108            |
| 2012           | 102            |
| 2013           | 105            |
| 2014           | 106            |
| 2015           | 121            |

## 역 주변
- 국도 제148호선
- 히메 강
- 오타리 촌청
- 오타리 향토관

## 인접 역
| 동일본 여객철도 오이토 선 | 동일본 여객철도 오이토 선 | 동일본 여객철도 오이토 선 |
| ------------------------- | ------------------------- | ------------------------- |
| 13 하쿠바 마쓰모토 방면   | □ 쾌속                    | 시·종착역                 |
| 10 지쿠니 마쓰모토 방면   | ■ 보통                    | 시·종착역                 |
| 서일본 여객철도 오이토 선 |                           |                           |
| 시·종착역                 | ■ 오이토 선               | 나카쓰치 이토이가와 방면  |